# Wulfila immaculellus
Wulfila immaculellus är en spindelart som först beskrevs av Willis J. Gertsch 1933.  Wulfila immaculellus ingår i släktet Wulfila och familjen spökspindlar. Inga underarter finns listade i Catalogue of Life.